# Michail Maksimotjkin
Michail Maksimotjkin, född 29 augusti 1993 i Nizjnij Novgorod är en rysk backhoppare som tävlar i världscupen i backhoppning, backhoppningens högsta nivå. 
Han blev tjugofjärde man i normalbacke i VM i Falun 2015. Maksimotjkin har också vunnit Universiaden flera gånger.